# Danna (Giappone)
La parola danna (旦那?) in giapponese significa padrone, ma in relazione con la geisha questo termine significa cliente-marito.
Il danna è colui che si occupa di tutto ciò di cui ha bisogno una geisha, paga le sue spese, acquista i suoi costosissimi kimono, la sommerge di regali e a volte, se è particolarmente generoso, le compra anche un'abitazione, o una ochaya (casa da tè); per questo motivo di solito i danna sono persone molto importanti e facoltose.
Tra le altre cose è anche il finanziatore dei suoi spettacoli (la geisha deve pagare per potersi esibire), quindi può essere considerato una sorta di mecenate.
Spesso i danna erano già piuttosto avanti con gli anni, quindi alla loro morte una geisha poteva trovarne un altro.
Colui che sceglieva una geisha per diventare il suo danna stipulava un contratto con la proprietaria dell'okiya, non molto diverso da un contratto di matrimonio, e saldava tutti i debiti che la geisha aveva nei confronti della "madre". La geisha aveva la possibilità di rifiutare un danna, ma solo se era molto richiesta, in caso contrario rischiava di non trovarne un altro, cosa che l'avrebbe legata per sempre a lavorare per la "madre".
Il danna solitamente era già sposato, ma in passato questo non era un problema per la vera moglie, anche perché solitamente i matrimoni erano combinati dalle famiglie degli sposi, non erano una scelta dettata dall'amore. In secondo luogo era molto prestigioso avere per amante una geisha famosa, o a volte anche più di una.
Geisha e danna non vivevano sotto lo stesso tetto, ma quando egli annunciava una sua visita la geisha doveva dimostrarsi totalmente disponibile nei suoi confronti, anche se in sua assenza poteva avere anche altri clienti.
Mentre in passato il danna era necessario per una geisha, attualmente è una figura sempre più rara. Capita a volte che una geisha si innamori (anche se non dovrebbe farlo) e decida di sposarsi, abbandonando la professione e magari diventando insegnante di danza o di shamisen.